# Juho Rissanen

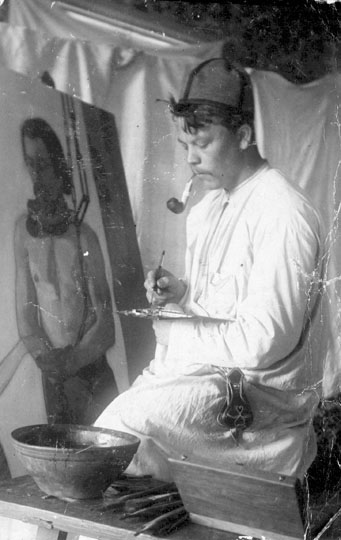
Juho Rissanen i arbete 1915.

Juho Vilho Rissanen, född 9 mars 1873 i Kuopio landskommun, död 10 december 1950 i Florida i USA, var en finsk bildkonstnär. 

## Biografi
Rissanen var en av de första finska målare som kom från de djupa folklagren. Som son i en fattig familj erhöll han ingen skolundervisning och livnärde sig som diversearbetare. Under skiftande öden besökte han flera städer i mellersta och södra Finland, och kom som dekorationsmålargesäll till Helsingfors. I det sammanhanget började han att intressera sig för teckning och fick sin första konstundervisning 1896–1897 i ritskolorna i Helsingfors och Åbo av bland andra Helene Schjerfbeck. Åren 1897–1898 fick han med stöd av Albert Edelfelt möjlighet att under några månader studera vid konstakademien i Petersburg som elev hos Ilja Repin och sedan i Finska Konstföreningens målarateljé i Helsingfors. Med statsunderstöd uppehöll han sig i Italien 1900–1901 och med konstföreningens stipendium 1903, då han särskilt studerade freskteknik. Rissanen erhöll 1900 vid Världsutställningen i Paris bronsmedalj för sina arbeten i den finländska paviljongen och 1901 Finska konstföreningens första premium. Senare studerade han flera år i Paris.

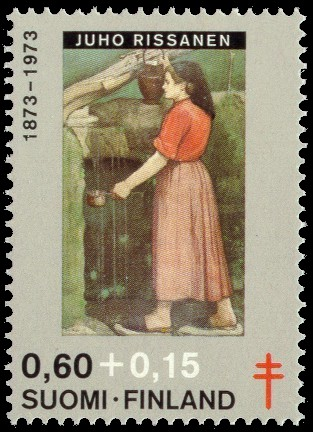
Rissanen-målning på ett finskt frimärke från 1973.

Rissanen förhöll sig respektfull till sina stora mästare, men behöll ändå sin egenart. Han intresserade sig särskilt för det levande ansiktet och gjorde många studier i olika ansiktsuttryck. Hans bakgrund i arbetarklassen präglade också mycket hans motivval, och stilen som blev hans egen anses ha varit inspirerad såväl av till exempel Paul Gauguin som av den gryende ryska arbetarrealismen. Ett särdrag i hans konst var ofta en kraftig kontur, som torde härrört sig från hans tidigare ornamentmålningsskolning. Han hålls själv för en av de stora mästarna från sin tid.
Då andra världskriget blev alltmer överhängande flyttade Rissanen till USA och bosatte sig i Miami. Klimatet passade hans hälsoinriktade levnadsstil väl och finländska emigranter såg till att han fick husrum och uppdrag, men med rätt mediokra kunskaper i språket och ett visst främlingskap med den lokala mentaliteten blev han aldrig särskilt känd där. Han trivdes inte heller riktigt och inspirationen falnade. Han planerade efter kriget att återvända till Frankrike, men han hann aldrig sätta planerna i verket.

## Verk i urval
- Spågumma, akvarell 1899, Ateneum i Helsingfors, en av hans mest kända målningar
- Blind gumma, akvarell 1899, Ateneum
- Barndomsminne, akvarell från 1903, Budapests konstmuseum
- Från skogshygge återvändande arbetare, fresk 1904, Helsingfors
- Liktvätt, olja 1908, Åbo
- Nybygge, fresk 1909, Kuopio stadsmuseum
- Hamnbild, olja 1910, Kuopio